# Titoli della National Wrestling Alliance
La National Wrestling Alliance è un organo governativo del wrestling ed è storicamente considerata la lega più grande delle promozioni di wrestling nel mondo.
Sin dal 1948 (l'anno del suo inizio), il consiglio di amministrazione della NWA ha sanzionato e controllato solo pochi titoli considerati come dei veri "Campionati del Mondo" e, non promuovendo direttamente eventi di wrestling, ha permesso ad ogni federazione facente parte del suo territorio di creare e promuovere i propri campionati attraverso l'organizzazione di spettacoli realizzati sotto il marchio NWA. Una politica che, nel corso degli anni, ha permesso la creazione di un'infinità di titoli. 

L'assegnazione di una vittoria (e quindi del titolo) sono sempre determinati dall'esito di match professionali o dalla vittoria degli stessi match prestabilita dai booker delle storyline.
Nel 2019, con Billy Corgan, la NWA ha terminato ogni tipo di relazione lavorativa con le promozioni affiliate, limitando l'uso dei titoli. Tuttavia nel 2023 la NWA è ritornata sui propri passi, riportando in vigore il sistema dei territori.

## Titoli attivi

### Titoli mondiali
| Titolo                                    | Campione/i             |
| ----------------------------------------- | ---------------------- |
| NWA Worlds Heavyweight Championship       | Silas Mason            |
| NWA World Women's Championship            | Natalia Markova        |
| NWA World Junior Heavyweight Championship | Alex Taylor            |
| NWA World Television Championship         | Bryan Idol             |
| NWA World Women's Television Championship | Big Mama               |
| NWA World Tag Team Championship           | Kratos e Odinson       |
| NWA World Women's Tag Team Championship   | Ella Envy e Miss Starr |

### Titoli nazionali
| Titolo                                   | Campione/i            |
| ---------------------------------------- | --------------------- |
| NWA National Heavyweight Championship    | Mike Mondo            |
| NWA United States Tag Team Championship  | AJ Cazana e KC Cazana |
| NWA Mid-America Heavyweight Championship | Jeremiah Plunkett     |

### Non ufficiali
In passato la federazione messicana Empresa Mexicana de Lucha Libre che fu associata alla NWA fino alla fine degli anni ottanta, promosse tre campionati definiti come "mondiali" ma che in realtà venivano disputati solo nel territorio messicano e che, dopo la sua fuoriuscita dal circuito, continuò a disputare senza l'ufficializzazione NWA. I campionati con limiti di peso sono parte integrante degli spettacoli della Lucha Libre ed in Messico è anche tradizione che i titoli vinti da un lottatore rimangano a sua disposizione quando lascia una determinata federazione per passarne ad una rivale. Questo fattore fece sì che alcuni titoli detenuti da "luchador" messicani venissero disputati anche in Giappone (attraverso la New Japan Pro-Wrestling) e raggiungessero una considerazione ed un'importanza mondiale in entrambe le nazioni. Nel 2010 tra NWA, l'affiliata NWA Mexico e CMLL fu finalmente raggiunto un accordo ed i titoli ad oggi utilizzati da NWA sono stati ricreati dalla CMLL con l'aggiunta della parola "Historic" nel nome per poterne continuare la disputa nei propri eventi. Ognuno dei tre titoli regionali per la NWA quindi, ha oggi un corrispondente non ufficiale CMLL che continua a contenere l'acronimo NWA nel nome e viene disputato all'infuori del circuito di eventi e promozioni controllati dalla NWA.
Sono inoltre presenti in circolazione altri titoli afferenti alla NWA, nonostante la federazione non li riconosca come ufficiali.
- La Pro Wrestling ZERO1 promuove un titolo NWA dedicato alla categoria Junior Heavyweight, nonostante ufficialmente la dicitura sia una fittizia New Wrestling Alliance.
- La ZERO1 promuove anche un Intercontinental Tag Team Championship, promosso inizialmente sotto l'egida NWA fino al 2004.
- La federazione canadese Torture Chamber Pro Wrestling promuove un British Commonwealth Heavyweight Title: la NWA ha ritirato il riconoscimento nel 2019, ma talvolta è ancora promosso con la vecchia dicitura.

| Titolo                                            | Campione                   | Fonte |
| ------------------------------------------------- | -------------------------- | ----- |
| NWA British Commonwealth Heavyweight Championship | Wilson Colas               | [ 2 ] |
| NWA Intercontinental Tag Team Championship        | Kengo Mashimo e Naka Shuma | [ 3 ] |
| NWA World Junior Heavyweight Championship (Zero1) | Takumi Baba                |       |
| NWA World Historic Light Heavyweight Championship | Atlantis Jr.               | [ 4 ] |
| NWA World Historic Welterweight Championship      | Mascara Dorada 2.0         | [ 5 ] |
| NWA World Historic Middleweight Championship      | Místico                    | [ 6 ] |

## Titoli inattivi

### Titoli mondiali
| Titolo                                             | Data creazione | Data cessazione | Modalità di termine                                            | Fonte |
| -------------------------------------------------- | -------------- | --------------- | -------------------------------------------------------------- | ----- |
| NWA World Light Heavyweight Championship           | 1952           | 2014            | Titolo non più promosso                                        | [ 7 ] |
| NWA World Middleweight Championship                | 1939           | 2010            | Titolo disattivato al termine della collaborazione con la CMLL |       |
| NWA World Six-Man Tag Team Championship            | 1955           | 1998            | Titolo non più promosso                                        | [ 8 ] |
| NWA World Television Championship (titolo storico) | 1974           | 2000            | Titolo non più promosso                                        | [ 9 ] |
| NWA World Welterweight Championship                | 1946           | 2017            | Titolo non più promosso                                        |       |

### Titoli nazionali
| Titolo                                                                  | Data creazione | Data cessazione | Modalità di termine                                                                                   | Fonte  |
| ----------------------------------------------------------------------- | -------------- | --------------- | --- | ------ |
| NWA American Heavyweight Championship                                   | 1967           | 1986            | Titolo disattivato al termine della collaborazione con la WCWA                                        | [ 10 ] |
| NWA Americas Heavyweight Championship                                   | 1967           | 1982            | Chiusura del territorio                                                                               | [ 11 ] |
| NWA Americas Tag Team Championship                                      | 1964           | 1982            | Chiusura del territorio                                                                               | [ 12 ] |
| NWA Austra-Asian Heavyweight Championship                               | 1972           | 1978            | Chiusura del territorio                                                                               | [ 13 ] |
| NWA Austra-Asian Tag Team Championship                                  | 1972           | 1978            | Chiusura del territorio                                                                               | [ 14 ] |
| NWA Australian Heavyweight Championship                                 | 2007           | 2016            | Titolo disattivato al termine della collaborazione con la AAW                                         | [ 15 ] |
| NWA Brass Knuckles Championship (Australia version)                     | 1974           | 1978            | Chiusura del territorio                                                                               | [ 16 ] |
| NWA British Commonwealth Heavyweight Championship                       | 2003           | 2019            | Titolo non più riconosciuto al termine della collaborazione con la TCPW                               | [ 18 ] |
| NWA British Empire Heavyweight Championship (New Zealand version)       | 1919           | 1990            | Titolo non più promosso                                                                               | [ 19 ] |
| NWA British Empire Heavyweight Championship (Toronto version)           | 1941           | 1967            | Chiusura del territorio                                                                               |        |
| NWA British Empire Heavyweight Championship (Vancouver version)         | 1959           | 1963            | Titolo non più promosso                                                                               | [ 20 ] |
| NWA Canadian Heavyweight Championship (post 1993)                       | 1998           | 2012            | Titolo non più riconosciuto al termine della collaborazione con la ECCW                               | [ 21 ] |
| NWA Canadian Heavyweight Championship (Toronto version)                 | 1978           | 1984            | Chiusura del territorio                                                                               | [ 22 ] |
| NWA Canadian Heavyweight Championship (Vancouver version)               | 1982           | 1985            | Titolo non più promosso                                                                               | [ 23 ] |
| NWA Canadian Tag Team Championship (Calgary version)                    | 1950           | 1964            | Titolo non più promosso                                                                               | [ 24 ] |
| NWA Canadian Tag Team Championship (post 1993 version)                  | 1998           | 2012            | Titolo non più riconosciuto al termine della collaborazione con la TCPW                               | [ 26 ] |
| NWA Canadian Tag Team Championship (Quebec version)                     | 1975           | 1977            | Titolo non più promosso                                                                               | [ 27 ] |
| NWA Canadian Tag Team Championship (Toronto version)                    | 1952           | 1961            | Titolo non più promosso                                                                               | [ 28 ] |
| NWA Canadian Tag Team Championship (Vancouver version)                  | 1962           | 1985            | Titolo non più riconosciuto al termine della collaborazione con la NWA All-Star Wresttling            | [ 29 ] |
| NWA Canadian Tag Team Championship (Winnipeg version)                   | 1975           | 1984            | Titolo non più promosso                                                                               | [ 30 ] |
| NWA Canadian Television Championship                                    | 1982           | 1984            | Chiusura del territorio                                                                               | [ 31 ] |
| NWA International Heavyweight Championship                              | 1957           | 1989            | Unificato all'interno dell'AJPW Triple Crown Heavyweight Championship                                 | [ 32 ] |
| NWA International Junior Heavyweight Championship                       | 1979           | 2014            | Titolo non più promosso                                                                               |        |
| NWA International Lightweight Tag Team Championship                     | 2003           | 2020            | Titolo non più promosso                                                                               | [ 33 ] |
| NWA International Tag Team Championship (All Japan version)             | 1966           | 1988            | Unificato all'interno dell'AJPW World Tag Team Championship                                           | [ 34 ] |
| NWA International Tag Team Championship (Calgary Version)               | 1958           | 1982            | Titolo non più riconosciuto al termine della collaborazione con la Stampede Wrestling                 | [ 36 ] |
| NWA International Tag Team Championship (Georgia version)               | 1956           | 1963            | Titolo non più promosso                                                                               | [ 37 ] |
| NWA International Tag Team Championship (Toronto version)               | 1961           | 1977            | Titolo non più promosso                                                                               | [ 38 ] |
| NWA International Tag Team Championship (Vancouver version)             | 1982           | 1985            | Titolo non più riconosciuto al termine della collaborazione con la NWA All-Star Wresttling            |        |
| NWA Ireland Heavyweight Championship                                    | 2004           | 2008            | Titolo non più riconosciuto al termine della collaborazione con la NWA Ireland                        | [ 40 ] |
| NWA Ireland Tag Team Championship                                       | 2005           | 2008            | Titolo non più promosso al termine della collaborazione con la NWA Ireland                            | [ 41 ] |
| NWA Mexico Lightweight Championship                                     | 2008           | 2012            | Chiusura del territorio                                                                               | [ 42 ] |
| NWA National Tag Team Championship                                      | 1980           | 1986            | Sostituito dal NWA United States Tag Team Championship (Mid-Atlantic Version)                         | [ 43 ] |
| NWA National Television Championship                                    | 1969           | 1985            | Titolo non più promosso                                                                               | [ 44 ] |
| NWA New Zealand Heavyweight Championship                                | 1919           | 1999            | Titolo non più promosso                                                                               | [ 45 ] |
| NWA North American Heavyweight Championship (Amarillo version)          | 1956           | 1969            | Titolo non più promosso                                                                               | [ 46 ] |
| NWA North American Heavyweight Championship (Calgary version)           | 1968           | 2008            | Chiusura del territorio                                                                               | [ 47 ] |
| NWA North American Heavyweight Championship (Cleveland version)         | 1968           | 1981            | Titolo non più promosso                                                                               | [ 48 ] |
| NWA North American Heavyweight Championship (Florida/Georgia version)   | 1973           | 1975            | Unificato all'interno della versione Mid-South                                                        | [ 49 ] |
| NWA North American Heavyweight Championship (Hawaii version)            | 1968           | 1978            | Titolo non più promosso                                                                               | [ 50 ] |
| NWA North American Heavyweight Championship (Maritimes version)         | 1969           | 1984            | Chiusura del territorio                                                                               | [ 51 ] |
| NWA North American Heavyweight Championship (Mid-south version)         | 1969           | 1986            | Titolo non più riconosciuto al termine della collaborazione con la NWA All-Star Wresttling            | [ 52 ] |
| NWA North American Heavyweight Championship (post-1993 version)         | 1994           | 2017            | Titolo non più promosso                                                                               | [ 53 ] |
| NWA North American Tag Team Title (Amarillo version)                    | 1963           | 1967            | Titolo non più promosso                                                                               | [ 54 ] |
| NWA North American Tag Team Championship (Central States version)       | 1963           | 1973            | Sostituito dal NWA World Tag Team Championship (Central States version)                               | [ 55 ] |
| NWA North American Tag Team Championship (Florida version)              | 1981           | 1982            | Sostituito dal NWA Global Tag Team Championship                                                       | [ 56 ] |
| NWA North American Tag Team Championship (Los Angeles version)          | 1973           | 1979            | Titolo non più promosso                                                                               | [ 57 ] |
| NWA North American Tag Team Title (post-1993 version)                   | 1998           | 2015            | Titolo non più riconosciuto al termine della collaborazione con la Main Event Pro Wrestling           | [ 58 ] |
| NWA Scottish Heavyweight Championship                                   | 2004           | 2013            | Titolo non più riconosciuto al termine della collaborazione con la NWA UK Hammerlock                  | [ 60 ] |
| NWA United Kingdom Heavyweight Championship                             | 2001           | 2012            | Chiusura del territorio                                                                               | [ 61 ] |
| NWA United Kingdom Junior Heavyweight Championship                      | 2002           | 2012            | Chiusura del territorio                                                                               | [ 62 ] |
| NWA United National Championship                                        | 1970           | 1989            | Unificato all'interno dell'AJPW Triple Crown Heavyweight Championship                                 | [ 63 ] |
| NWA United States Junior Heavyweight Championship (Georgia version)     | 1964           | 1976            | Titolo non più promosso                                                                               | [ 64 ] |
| NWA United States Junior Heavyweight Championship (Mid-America Version) | 1959           | 1974            | Titolo non più promosso                                                                               |        |
| NWA United States Junior Heavyweight Championship (Southeast Version)   | 1979           | 1989            | Chiusura del territorio                                                                               | [ 65 ] |
| NWA United States Junior Heavyweight Championship (Tri-State Version)   | 1998           | 2007            | Sostituito dal NWA Tri-State X Championship                                                           | [ 66 ] |
| NWA United States Heavyweight Championship (Central States version)     | 1961           | 1970            | Titolo non più promosso e sostituito dal NWA Central States Heavyweight Championship                  | [ 67 ] |
| NWA United States Heavyweight Championship (Chicago version)            | 1953           | 1963            | Titolo non più promosso al termine della collaborazione con la Fred Kohler Promotions                 | [ 68 ] |
| NWA United States Heavyweight Championship (Hawaii version)             | 1962           | 1968            | Titolo non più promosso e sostituito dal NWA North American Heavyweight Championship                  | [ 69 ] |
| NWA United States Heavyweight Championship (Detroit version)            | 1965           | 1980            | Chiusura del territorio                                                                               | [ 70 ] |
| NWA United States Heavyweight Championship (Missouri version)           | 1958           | 1967            | Sostituito dalla versione Central States del titolo.                                                  | [ 71 ] |
| NWA United States Heavyweight Championship (Rocky Mountains Version)    | 1956           | 1963            | Titolo non più promosso                                                                               | [ 72 ] |
| NWA United States Heavyweight Championship (Toronto version)            | 1962           | 1978            | Sostituito dalla versione Mid-Atlantic del titolo                                                     | [ 73 ] |
| NWA United States Tag Team Championship (Florida version)               | 1961           | 1986            | Sostituito dal NWA Florida Tag Team Championship                                                      | [ 74 ] |
| NWA United States Tag Team Championship (Gulf Coast version)            | 1965           | 1974            | Unificato all'interno della versione Tri-State                                                        | [ 75 ] |
| NWA United States Tag Team Championship (Mid-America Version)           | 1962           | 1976            | Chiusura del territorio                                                                               | [ 76 ] |
| NWA United States Tag Team Championship (Mid-Atlantic Version)          | 1986           | 1992            | Sostituito dal WCW World Tag Team Championship                                                        | [ 77 ] |
| NWA United States Tag Team Championship (New Jersey version)            | 1996           | 2000            | Titolo non più promosso                                                                               | [ 78 ] |
| NWA United States Tag Team Championship (Northeast version)             | 1958           | 1967            | Titolo non più riconosciuto al termine della collaborazione con la Capitol Wrestling Corporation      | [ 80 ] |
| NWA United States Tag Team Championship (Ohio version)                  | 1950           | 1963            | Chiusura del territorio                                                                               | [ 81 ] |
| NWA United States Tag Team Championship (Texas version)                 | 1968           | 1986            | Titolo non più riconosciuto al termine della collaborazione con la World Class Championship Wrestling | [ 83 ] |
| NWA United States Tag Team Championship (Tri-State version)             | 1962           | 1982            | Chiusura del territorio                                                                               | [ 84 ] |
| NWA World Light Heavyweight Championship (Australia Version)            | 1975           | 1975            | Titolo non più promosso                                                                               | [ 85 ] |
| NWA United States Women's Championship                                  | 1957           | 1986            | Titolo non più promosso                                                                               | [ 86 ] |

### Titoli regionali
| Titolo                                                        | Data creazione | Data cessazione | Modalità di termine                                                                                 | Fonte           |
| ------------------------------------------------------------- | -------------- | --------------- | --------------------------------------------------------------------------------------------------- | --------------- |
| NWA Affliction Heavyweight Championship                       | 2013           | 2016            | Sostituito dal NWA Missouri Heavyweight Championship                                                | [ 87 ]          |
| NWA Brass Knuckles Championship (Amarillo version)            | 1962           | 1981            | Chiusura del territorio                                                                             | [ 88 ]          |
| NWA Brass Knuckles Championship (Florida version)             | 1960           | 1984            | Titolo non più promosso                                                                             | [ 89 ]          |
| NWA Brass Knuckles Championship (Mid-Atlantic version)        | 1978           | 1986            | Titolo non più promosso                                                                             | [ 90 ]          |
| NWA Brass Knuckles Championship (New England version)         | 2000           | 2004            | Titolo non più promosso                                                                             | [ 91 ]          |
| NWA Brass Knuckles Championship (Southwest version)           | 1998           | 2001            | Titolo non più promosso                                                                             |                 |
| NWA Brass Knuckles Championship (Texas version)               | 1953           | 1987            | Titolo non più promosso                                                                             | [ 92 ]          |
| NWA Brass Knuckles Championship (Tri-State version)           | 1970           | 1981            | Chiusura del territorio                                                                             | [ 93 ]          |
| NWA Central States Heavyweight Championship                   | 1950           | 2017            | Chiusura del territorio                                                                             | [ 94 ]          |
| NWA Continental Heavyweight Championship                      | 1984           | 1987            | Termine del sistema dei territori                                                                   | [ 95 ]          |
| NWA Florida Global Tag Team Championship                      | 1982           | 1983            | Sostituito dal NWA United States Tag Team Championship                                              | [ 96 ]          |
| NWA Houston Junior Heavyweight Championship                   | 2011           | 2014            | Titolo non più riconosciuto al termine della collaborazione con la Lone Star Championship Wrestling | [ 98 ]          |
| NWA Houston Heavyweight Championship                          | 2011           | 2014            | Titolo non più riconosciuto al termine della collaborazione con la Lone Star Championship Wrestling | [ 100 ]         |
| NWA Houston Tag Team Championship                             | 2011           | 2014            | Titolo non più riconosciuto al termine della collaborazione con la Lone Star Championship Wrestling | [ 102 ]         |
| NWA Houston Women's Championship                              | 2011           | 2014            | Titolo non più riconosciuto al termine della collaborazione con la Lone Star Championship Wrestling | [ 104 ]         |
| NWA Mid-Atlantic Heavyweight Championship                     | 1973           | 1986            | Titolo non più promosso                                                                             | [ 105 ]         |
| NWA Mid-Atlantic Women's Championship                         | 2000           | 2012            | Titolo non più promosso al termine della collaborazione con la Mid Atlantic Championship Wrestling  | [ 106 ]         |
| NWA Mid-Atlantic Tag Team Championship                        | 1973           | 1985            | Titolo non più promosso                                                                             | [ 107 ]         |
| NWA Mountain State Heavyweight Championship                   | 2006           | 2012            | Titolo non più promosso al termine della collaborazione con la Mountain State Wrestling             | [ 109 ]         |
| NWA Mountain State Tag Team Championship                      | 2006           | 2012            | Titolo non più promosso al termine della collaborazione con la Mountain State Wrestling             | [ 111 ]         |
| NWA New York Heavyweight Championship                         | 2003           | 2013            | Titolo non più promosso al termine della collaborazione con la Upstate Pro Wrestling                | [ 113 ]         |
| NWA New York No Limits Championship                           | 2004           | 2013            | Titolo non più promosso al termine della collaborazione con la Upstate Pro Wrestling                | [ 115 ]         |
| NWA New York Tag Team Championship                            | 2003           | 2013            | Titolo non più promosso al termine della collaborazione con la Upstate Pro Wrestling                | [ 117 ]         |
| NWA On Fire Heavyweight Championship                          | 2007           | 2013            | Titolo non più promosso al termine della collaborazione con la Wrestling on Fire                    | [ 119 ]         |
| NWA On Fire Tag Team Championship                             | 2007           | 2013            | Titolo non più promosso                                                                             | [ 120 ]         |
| NWA On Fire Television Championship                           | 2011           | 2013            | Titolo non più promosso al termine della collaborazione con la Wrestling on Fire                    | [ 122 ]         |
| NWA Southeastern Heavyweight Championship (Smoky Mountain)    | 2011           | 2017            | Titolo non più promosso al termine della collaborazione con la Innovate Pro Wrestling               | [ 123 ]         |
| NWA Wildside United States Heavyweight Championship           | 1995           | 2005            | Chiusura del territorio                                                                             | [ 124 ]         |
| NWA World Light Heavyweight Championship (New Jersey Version) | 1997           | 1998            | Titolo non più promosso                                                                             | [ 125 ]         |
| NWA World Six-Man Tag Team Championship (Texas version)       | 1982           | 1988            | Titolo non più promosso                                                                             | [ 126 ]         |
| NWA World Tag Team Championship (Amarillo version)            | 1955           | 1969            | Sostituito dal NWA Western States Tag Team Championship                                             | [ 127 ]         |
| NWA World Tag Team Championship (Central States version)      | 1950           | 1978            | Sostituito dal NWA Central States Tag Team Championship                                             | [ 128 ]         |
| NWA World Tag Team Championship (Chicago version)             | 1953           | 1960            | Abbandono della NWA e sostituito dall'AWA World Tag Team Championship                               | [ 129 ]         |
| NWA World Tag Team Championship (Detroit version)             | 1965           | 1980            | Chiusura del territorio                                                                             | [ 130 ]         |
| NWA World Tag Team Championship (East Texas version)          | 1957           | 1966            | Sostituito dal NWA American Tag Team Championship                                                   | [ 131 ]         |
| NWA World Tag Team Championship (Florida version)             | 1961           | 1969            | Sostituito dal NWA Florida Tag Team Championship                                                    | [ 132 ]         |
| NWA World Tag Team Championship (Georgia version)             | 1954           | 1969            | Sostituito dal NWA Georgia Tag Team Championship                                                    | [ 133 ]         |
| NWA World Tag Team Championship (Idaho/Utah version)          | 1955           | 1959            | Abbandono della NWA e sostituito dall'AWA World Tag Team Championship                               | [ 134 ]         |
| NWA World Tag Team Championship (Indianapolis version)        | 1951           | 1960            | Abbandono della NWA e sostituito dall'AWA World Tag Team Championship                               | [ 135 ]         |
| NWA World Tag Team Championship (Iowa/Nebraska version)       | 1953           | 1958            | Abbandono della NWA e sostituito dall'AWA World Tag Team Championship                               | [ 136 ]         |
| NWA World Tag Team Championship (Los Angeles version)         | 1949           | 1982            | Chiusura del territorio.                                                                            | [ 137 ] [ 138 ] |
| NWA World Tag Team Championship (Mid-America version)         | 1957           | 1977            | Sostituito dal NWA Mid-America Tag Team Championship                                                | [ 139 ]         |
| NWA World Tag Team Championship (Mid-Atlantic version)        | 1975           | 1991            | Diventato il WCW World Tag Team Championship                                                        | [ 140 ]         |
| NWA World Tag Team Championship (Minneapolis version)         | 1953           | 1960            | Abbandono della NWA e sostituito dall'AWA World Tag Team Championship                               | [ 141 ]         |
| NWA World Tag Team Championship (Ohio-New York version)       | 1953           | 1970            | Abbandono della NWA e sostituito dal NWF World Tag Team Championship                                | [ 142 ]         |
| NWA World Tag Team Championship (San Francisco version)       | 1950           | 1979            | Titolo non più promosso                                                                             | [ 143 ]         |
| NWA World Tag Team Championship (Vancouver version)           | 1966           | 1967            | Sostituito dal NWA Canadian Tag Team Championship                                                   | [ 144 ]         |

- NWA Tennessee Tag Team Championship (Smoky Mountain)[145]
- NWA Southern Heavyweight Championship (Florida version)[146]
- NWA Southeast Heavyweight Championship
- NWA Tennessee Heavyweight Championship[147]
- NWA Texas Heavyweight Championship[148]
- NWA Texas Tag Team Championship[149]
- NWA Texoma Heavyweight Championship
- NWA Texoma TagTeam Championship
- NWA Top of Texas Hardcore Championship
- NWA Top of Texas Heavyweight Championship
- NWA Top of Texas Junior Heavyweight Championship
- NWA Top of Texas Panhandle Heavyweight Championship
- NWA Top of Texas Tag Team Championship
- NWA Top of Texas Women's Championship
- NWA Top Rope Junior Heavyweight Championship
- NWA Top Rope Southern Tag Team Championship
- NWA United Kingdom Central Counties Championship
- NWA Upstate Heavyweight Championship[113]
- NWA Virginia Alpha Heavyweight Championship[150]
- NWA Southeastern Heavyweight Championship
- NWA Smoky Mountain Tag Team Championship
- NWA Smoky Mountain Television Championship
- NWA Mountain Empire Heavyweight Championship
- NWA Alabama Heavyweight Championship[151]
- NWA Alberta Tag Team Championship[152]
- NWA Anarchy Heavyweight Championship[153]
- NWA Anarchy Tag Team Championship[154]
- NWA Anarchy Television Championship[155]
- NWA Anarchy Young Lions Championship[156]
- NWA Arizona Heavyweight Championship[157]
- NWA Arizona Tag Team Championship
- NWA Arkansas Heavyweight Championship
- NWA Atlantic Coast Tag Team Championship[107]
- NWA "Beat the Champ" Television Championship[158]
- NWA Blue Ridge Heavyweight Championship[159]
- NWA Blue Ridge Tag Team Championship[160]
- NWA Blue Ridge Television Championship[161]
- NWA Blue Ridge Women's Championship[162]
- NWA Brass Knuckles Championship (Amarillo version)[163]
- NWA Brass Knuckles Championship (Florida version)[164]
- NWA Brass Knuckles Championship (Mid-Atlantic version)[165]
- NWA Brass Knuckles Championship (New England version)[166]
- NWA Brass Knuckles Championship (Southeastern version)[167]
- NWA Brass Knuckles Championship (Texas version)[168]
- NWA Brass Knuckles Championship (Tri-State version)[169]
- NWA California Heavyweight Championship[170]
- NWA Central States Tag Team Championship[171]
- NWA Central States Television Championship[172]
- NWA Charlotte Cruiserweight Championship[173]
- NWA Charlotte Heavyweight Championship[173]
- NWA Charlotte Legends Heavyweight Championship
- NWA City of Laurel Tag Team Championship
- NWA City of Mobile Heavyweight Championship
- NWA City of Penscola Heavyweight Championship
- NWA Colorado Heavyweight Championship[174]
- NWA Dakota Outlaw Championship
- NWA Dakota Tag Team Championship
- NWA East Junior Heavyweight Championship[175]
- NWA East SEX Women's Championship[176]
- NWA East X Championship[177]
- NWA/ECCW Heavyweight Championship[178]
- NWA/ECCW Tag Team Championship[179]
- NWA Eastern States Heavyweight Championship[105]
- NWA Empire Heavyweight Championship[180]
- NWA Empire Lord of the Dance Championship[181]
- NWA Empire Tag Team Championship[182]
- NWA Florida Bahamian Championship[183]
- NWA Florida Heavyweight Championship[184]
- NWA Florida Junior Heavyweight Championship[185]
- NWA Florida Tag Team Championship[186]
- NWA Florida Television Championship[187]
- NWA Florida Global Tag Team Championship
- NWA Florida Women's Championship[188]
- NWA Florida X Division Championship[189]
- NWA Force-1 Iron League Championship[190]
- NWA Force-1 Junior Heavyweight Championship[191]
- NWA FTA Championship
- NWA FTA Dual Action Championship
- NWA FTA United National Championship
- NWA Georgia Heavyweight Championship[192]
- NWA Georgia Junior Heavyweight Championship[193]
- NWA Georgia Tag Team Championship[194]
- NWA Georgia Television Championship[195]
- NWA Gulf Coast Tag Team Championship
- NWA Hawaii Heavyweight Championship[196]
- NWA Hawaii Tag Team Championship[197]
- NWA Heartland State Heavyweight Championship[198]
- NWA Heritage Championship[199]
- NWA Heritage Tag Team Championship
- NWA Hollywood Television Championship
- NWA Houston Outlaw Championship
- NWA Idaho Heavyweight Championship[200]
- NWA Illinois Heavyweight Championship[201]
- NWA Indiana Heavyweight Championship[202]
- NWA Iowa Heavyweight Championship[203]
- NWA Louisiana Heavyweight Championship[204]
- NWA Macon Tag Team Championship
- NWA Maryland Heavyweight Championship[205]
- NWA Massachusetts Heavyweight Championship
- NWA Massachusetts Tag Team Championship
- NWA Mid-America Heavyweight Championship
- NWA Mid-America Tag Team Championship
- NWA Mid-Atlantic Television Championship[206]
- NWA Midwest Heavyweight Championship[207]
- NWA Midwest Tag Team Championship[208]
- NWA Midwest Women's Championship[209]
- NWA Midwest X Division Championship[210]
- NWA Mississippi Heavyweight Championship[211]
- NWA Missouri Heavyweight Championship[212]
- NWA Mountain Empire Championship
- NWA Mountain State Light Heavyweight Championship[213]
- NWA Nashville Television Championship
- NWA New England Colonial Heavyweight Championship[214]
- NWA New England Heavyweight Championship[215]
- NWA New England Junior Heavyweight Championship[216]
- NWA New England Tag Team Championship[217]
- NWA New England Television Championship[218]
- NWA New England Women's Championship[219]
- NWA New England X Division Championship[220]
- NWA New Jersey State Heavyweight Championship[221]
- NWA North Dakota Championship
- NWA Ohio Heavyweight Championship[222]
- NWA Oklahoma Heavyweight Championship[223]
- NWA Oklahoma Women's Championship
- NWA Oregon Heavyweight Championship[224]
- NWA Pacific International Championship[69]
- NWA Pacific Coast Heavyweight Championship (San Francisco version)[225]
- NWA Pacific Coast Tag Team Championship (San Francisco version)[226]
- NWA Pacific Coast Heavyweight Championship (Vancouver version)[227]
- NWA Pacific Coast Tag Team Championship (Vancouver version)[228]
- NWA Pacific Northwest Heavyweight Championship[229]
- NWA Pacific Northwest Tag Team Championship[230]
- NWA Pacific Northwest Television Championship[231]
- NWA Women's Pacific/NEO Single Championship
- NWA Panama City Heavyweight Championship
- NWA Pennsylvania Heavyweight Championship[232]
- PWX Brass Knuckles Championship
- PWX Heavyweight Championship
- PWX Tag Team Championship
- PWX Three Rivers Championship
- NWA Rocky Mountain Heavyweight Championship[233]
- NWA San Joaquin Valley Tag Team Championship
- NWA Southeastern Heavyweight Championship (Northern Division)[234]
- NWA Southeastern Continental Heavyweight Championship[235]
- NWA Southeastern Tag Team Championship[236]
- NWA Southeastern Continental Tag Team Championship[236]
- NWA Southeastern Tag Team Championship (Mid-American Version)
- NWA Southeastern Television Championship[237]
- NWA Southeastern United States Junior Heavyweight Championship[238]
- NWA Southern Heavyweight Championship[239]
- NWA Southern Heavyweight Championship (Georgia version)[240]
- NWA Southern Heavyweight Championship (Knoxville version)[241]
- NWA Southern Heavyweight Championship (Mid-America version)[242]
- NWA Southern Heavyweight Championship (Tennessee version)[241]
- NWA Southern Junior Heavyweight Championship[243]
- NWA Southern Tag Team Championship (Florida version)[244]
- NWA Southern Tag Team Championship (Georgia version)[245]
- NWA Southern Tag Team Championship (Gulf Coast version)[246]
- NWA Southern Tag Team Championship (Knoxville version)[247]
- NWA Southern Tag Team Championship (Mid-America version)[248]
- NWA Southern Tag Team Championship (Mid-Atlantic version)[249]
- NWA Southern Women's Championship[250]
- NWA Southwest Heavyweight Championship
- NWA Southwest Junior Heavyweight Championship[251]
- NWA Tennessee Tag Team Championship
- NWA Texas Junior Heavyweight Championship[252]
- NWA Tri-State Heavyweight Championship (Alabama Version)
- NWA Tri-State Tag Team Championship (Alabama Version)
- Ultimate NWA Heavyweight Championship
- Ultimate NWA Tag Team Championship
- NWA Upstate Six-Man Tag Team Championship[253]
- NWA Vancouver Island Heavyweight Championship[254]
- NWA Virginia Heavyweight Championship[255]
- NWA Virginia Tag Team Championship[256]
- NWA Virginia Women's Championship[257]
- NWA Western States Heavyweight Championship[258]
- NWA Western States Heritage Championship[259]
- NWA Western States Tag Team Championship[260]
- NWA Wildside Hardcore Championship[261]
- NWA Wildside Light Heavyweight Championship[262]
- NWA Wildside United States Heavyweight Championship[263]
- NWA Wisconsin Heavyweight Championship[264]
- NWA Wisconsin Tag Team Championship[265]
- NWA Wisconsin X Division Championship[266]
- NWA Wrestle Birmingham Heavyweight Championship[267]
- NWA Wrestle Birmingham Junior Heavyweight Championship
- NWA Wrestle Birmingham Television Championship